# Endothiapepsine
 (juin 2014).
L'endothiapepsine est une protéase aspartique qui catalyse l'hydrolyse des protéines avec une action semblable à celle de la pepsine A. Elle a notamment pour effet de coaguler le lait.
Cette enzyme a été isolée de l'ascomycète Endothia parasitica.